# Enkeltgravskultur
Enkeltgravskulturen (i Mellemeuropa ca. 2.800–2.300 f.Kr. eller : Stridsøksekultur, engelsk: Corded Ware culture; SIngle Grave Culture og tysk: Schnurkeramik, norsk: Stridsøkskulturen, svensk: Stridsyxekulturen) er en lang europæisk arkæologisk periode, der begynder i slutningen af yngre stenalder, blomstrer gennem kobberalderen og kulminerer i den tidlige bronzealder.
Omkring 2.400 f.Kr. spredtes kulturen til Donau-området og NV-Tyskland. En beslægtet gren kom til Danmark og Sydsverige.

## Indledende oversigt
Enkeltgravskultur er benævnelsen på den livsform, der i mellemste del af bondestenalderen (ca. 2.800 – ca. 2.400 f.Kr.) udøvedes i store dele af Nordeuropa. Ud fra gravskikken skelnes mellem undergravstid, bundgravstid og overgravstid.
| Periode           | Undergravstid               | Bundgravstid                | Overgravstid                |
| ----------------- | --------------------------- | --------------------------- | --------------------------- |
| Tidsrum           | ca. 2.800 - ca. 2.400 f.Kr. | ca. 2.800 - ca. 2.400 f.Kr. | ca. 2.800 - ca. 2.400 f.Kr. |
| Typelokalitet     | Vroue, Jylland              | Vroue, Jylland              | -                           |
| Typeredskab (-er) | Bådformede stridsøkser      | Symmetriske i længderetning | Asymmetri i længderetning   |
| Jagtvildt         | -                           | -                           | -                           |
| Mandegravgods     | Stridsøkse, flintøkse       | Stridsøkse, bæger           | Stridsøkse, bæger           |
| Kvindegravgods    | Ravkæde                     | Ravkæde, bæger              | Ravkæde, bæger              |

Enkeltgravskultur (eller stridsøksekultur efter den særegne redskabstype) betegner en levevis, der i Danmark udøvedes mellem 2.850 f.Kr. og 2.400 f.Kr. og fortrinsvis hvilede på husdyrhold og kornavl. Den er udbredt over store dele af Europa med forskellige egnslige træk, men tillige med forskellige udgaver af en særegen "stridsøkse" som et fælles træk overalt. I Danmark er den nærmest enerådende i Vestjylland, mens vidnesbyrdene er mere spredte i andre dele af landet, hvor stridsøkser forekommer i jættestuer. I det øvrige Skandinavien kendes den fra Sydnorge og Sydsverige til og med Uppland. Den er en regional variant af den såkaldte Snorekeramiske kultur (engelsk: Corded Ware culture) som forekommer i Nord- og Centraleuropa i tredje årtusinde f.Kr. C14-dateringer af grave daterer fænomenet til ca. 2.950-2.300 f.Kr., men i visse regioner på kontinentet forsvinder den tidligere. Det findes få dateringer fra Sverige; de ældste ligger omkring 2.900-2.800 f.Kr. omtrent som de danske.
Enkeltgravskulturen fik navn efter gravformen, der adskiller sig klart fra de forudgående fællesgrave og først blev fyldestgørende beskrevet af Sophus Müller i Årbøger for nordisk Oldkyndighed i 1898. Han gjorde opmærksom på det delvise sammenfald i tid med megalitgravene i det østlige Danmark og sluttede herudfra, at der måtte være tale om et indvandret folk. I 1918 kunne Nils Åberg i Das nordische Kulturgebiet in Mitteleuropa während der jüngeren Steinzeit påvise, at tilsvarende økser, lerkar og grave forekom i hele Østeuropa fra de nordlige kyster af den finske bugt til Krim og Kuban.

### Benævnelsen
I Sverige kaldes kulturen båtyxkultur ‘bådøksekultur’ efter stridsøksens form. Navnet kommer af, at de svensk-norsk-finske stridsøkser efterhånden fik større lighed med både/kanoer. I Finland kaldes denne kultur undertiden for stridsøksekultur, men nogle arkæologer foretrækker snorekeramisk kultur og andre bådøksekultur. Det finske materiale er meget lig det svenske, mens den danske enkeltgravskultur adskiller sig mere fra det svensk-norske både i udseende og gravskik og mere ligner den tyske og polske.

## Befolkningsforhold

### Højde
Skeletsporene i enkeltgravene viser, at mændene var omkring 172 cm høje og kvinderne omkring 157 cm høje. Den gennemsnitlige levealder er anslået til 30–40 år.

## Stridsøksekulturens oprindelse og spredning
Enkeltgravskulturen har utvivlsomt sin oprindelse i områderne nord for Sortehavet (Krim, Kuban). Herfra lader udbredelsen sig følge fra sted til sted. De ældste vidnesbyrd om denne kultur stammer fra egnene nord for Sortehavet; herfra bredte den sig til Fatjanovo og derefter vestpå, dels over Østersøen fra Estland og Finland til den skandinaviske halvø, dels syd om Østersøen til egnene nord for Alperne i vest og med en gren nordpå op over Jyllands vestlige del. Det er bemærkelsesværdigt, at kulturen er væsensforskellig fra den i de berørte områder tidligere udøvede tragtbægerkultur. Såvel gravskik som våben og andre redskaber er så vidt forskellige, at en naturlig videreudvikling fra den ene til den anden ikke kan sandsynliggøres. Desuden er dele af stridsøksekulturens flintøkser grovere end tragtbægerkulturens, hvilket i givet fald ville angive et tilbageskridt i udvikling.
Ligeledes er det påfaldende, at enkeltgravskulturens udøvere også inden for de enkelte egne udviser andre beliggenhedsvalg end de tidligere bosatte udøvere af tragtbægerkulturen. Det er blandt andet godtgjort ved Vroue i Jylland, hvor tragtbægerkulturens udøvere boede ved Sejbæk bæk på Vroue hede og tæt på morænelandskabet, mens stridsøksekulturens udøvere foretrak Karup å på heden 1–2 km længere sydpå.
Et vidnesbyrd om, at stridsøksefolket var fremmed, er, at det ikke udnyttede den gode flint, som tragtbægerkulturen havde udvundet, og omvendt ikke synets at have ladet tragtbægerkulturens udøvere få andel i deres rav, hvilket både taler imod, at de skulle have haft kendskab eller adgang til de gode flintminer, og at de to kulturer fra begyndelsen skulle have været i nær kontakt.
Det lader sig fastslå, at hvor enkeltgravskulturens fremtrængen i Vestjylland udgør et brud med fortiden, er dens videre spredning til de østlige dele af landet mindre udpræget. Det forklares bedst ved, at der i Vestjylland er tale om en egentlig indvandring (og formodet fordrivelse eller undertvingelse af den hidtidige befolkning), mens der i Østdanmark er tale om et formodentligt fredeligere samkvem mellem de to kulturer. Tilsvarende ses at fremkomsten af enkeltgrave blandt andet i Skåne ikke udviser et forventet tidsmæssigt spredningsmønster fra syd til nord (eller omvendt) men pletvist over et meget stort område, hvorfor en indvandring her virker mindre sandsynlig; i stedet synes der være tale om spredt påvirkning.
Under sin fremtrængen udvikler enkeltgravskulturen egnslige særtræk: således kendes en type i sin ældste form fortrinsvis fra Nørrejylland, en anden med facetterede former derimod fra Mellemtyskland.
Fordelingen af de tre samtidige kulturer: enkeltgravskulturen i Vestjylland, tragtbægerkulturen i Østdanmark og den grubekeramiske kultur i kystegnene omkring Kattegat må opfattes som egnsmæssige tilpasninger til de stedlige, landskabelige vilkår.

## Bopladser
Der findes ingen bopladser, som med sikkerhed kan knyttes til enkeltgravskulturen. Tidsmæssigt sammenfaldende er to bopladser på Bornholm ved Limensgård og ved Grødbygård med huse på 16–22 m lange og 7–7,5 m brede. Husene har en række af midtstolper, der åbenbart har understøttet tagryggen. Gavlene er lige. Væggene var lavet af stolper med en indbyrdes afstand af 5–10 cm formentlig med fletværk og lerklining. Formentlig har alle huse ikke haft ildsted. Husene ved Limensgård ligger i øst-vestlig retning, mens Grødbygård-husene ikke viser en entydig orientering. Lignende hustyper er fundet ved Linköping i Östergötland i Østsverige.

## Økserne
I sit ældste stadium forekommer i alle snorekeramiske grupper i Europa en type stridsøkse, der ligner den svensk-norske undergruppes ældste øksetype. Senere findes få stridsøkser i de centraleuropæiske områder, men talrige i de nordlige og østlige områder.
Stridsøkserne er almindeligvis lavet af stedlige stenarter, oftest grønsten eller diabas. Øksen har et markant svaj i sin længderetning, har en fremtrædende æg og et skafthul på sit bredeste sted.
Mens selve stridøksen ved sin tilsynekomst er en nyhed i redskabsudformningen, viser den senere udvikling en afdæmpet forandring: stridsøkser fra undergravstid har træk fra en kano; stridsøkser fra bundgravstid er nærmest symmetriske i længderetning og bredderetning hver for sig og med hullet midt i øksehovedet, hvor det er bredest; stridsøkser fra overgravstid er derimod udtalt asymmetriske i længderetningen, idet skafthullet er flyttet til den ene ende af øksens hoved.
Stridsøkser er altid medgivet som gravgave i mandsgrave og må derfor anses for den dødes ejendom. De er formentlig ikke anvendt som våben, men har snarere haft symbolsk betydning, eksempelvis som et statussymbol for familieoverhovedet.
Ud over stridsøkserne forekommer andre økseformer af flint. Det er tyknakkede økser, kun delvist slebne og fremstillet af danien-flint og om såkaldte flintmejsler, ligeledes kun delvist slebne.

## Keramik
Det europæiske navn "snorekeramisk kultur" afspejler den centrale rolle, keramikken har spillet hos disse grupper også i Danmark. I flertallet af gravene, både for mænd og kvinder, forekommer et eller to små skålformede bægre. Skår fra dem genfindes på bopladserne. De repræsenterer en helt ny keramisk tradition med tynde karvægge formet af fingrene: tumning; leret er blandet med chamotte, dvs. knust, brændt ler/keramik. De tidlige kar er fortrinsvis snoreornamenterede, men senere i perioden bliver det almindeligst med et kamstempel, som trykkes ind for at skabe vinkellinjer og vinkelbånd.
Noget nyt, der lader til at være kommet med enkelgravskulturen, er de såkaldte mælkeskåle af ler: åbne, fladbundede med ulige høje sider og på ydersiden dekoreret med snore- og zigzag-mønstre. Specielt er, at nogle af disse dekoreringer er orienteret vertikalt. Denne form og ornamentering af lerkar findes kun i den sene enkeltgravskultur i Jylland og i andre grupper med snorekeramik, i Mellemtyskland, Bøhmen og i Polen findes de samme kar.

## Gravskik
Betegnelsen "enkeltgravskultur" henviser til, at gravformen i Danmark – modsat tidligere fællesgrave i jættestuer – var særskilte grave for enkeltindivider. Graven bestod af en aflang ca. 30 cm fordybning i øst-vestlig retning. Heri anbragtes den døde på siden, med knæene trukket op og ansigtet vendt mod syd. Kvinder lagdes på venstre side med hovedet mod øst og med ravsmykker og en eller flere lerkrukker som gravgods. Mænd lagdes på højre side med hovedet mod vest med krukker og bægre samt den ikoniske stridsøkse i øjenhøjde foran ansigtet som gravgave. Selve gravhøjen var lav, anlagt som en rund høj af en vis størrelse i omfang. Der skelnes mellem undergravstid, bundgravstid og overgravstid:
- Undergrave var gravet ned i jorden,
- Bundgrave havde bunden lige over jordoverfladen
- Overgrave havde bunden et stykke over jordoverfladen.[17] Ofte er gravene lagt oven i hinanden, men altid således, at den senere gravlæggelse ikke har berørt en tidligere grav.[18]

Andetsteds er gravene enmands- eller dobbeltgrave, i Sverige udelukkende under flad jord med eller uden stenpakning, men i det øvrige Europa er det almindeligt, at de dækkes af lave høje. Også her ligger den døde i sovestilling med bøjede knæ og på siden. I Sverige er de fleste grave orienteret omtrentligt NS. De døde ligger enten på venstre side med hovedet i nord, eller på højre side med hovedet i syd. På denne måde ligger alle døde med ansigtet mod øst/sydøst. Sandsynligvis var de fleste, som lå med hovedet mod nord, mænd, mens kvinderne havde hovedet mod syd. Afvigelser findes dog især i dobbeltgravene, hvor de to døde, hvad enten de er to mænd eller to kvinder, altid ligger fod mod fod med hovedet i hver sin retning. Gravgaverne er en økse i flint eller en anden bjergart, flintspånekniv, 1–2 keramikkar, en stridsøkse (kun mænd, men ikke alle mænd), ravperler og benperler. Med undtagelse af stridsøksen forekommer de fleste almindelige gravgaver hos både mænd og kvinder, om end i ulige omfang.

## Livsform
Enkeltgravskulturens livsform er svær at få fuld klarhed over, eftersom velbevarede bopladser ikke kendes i Danmark. Det skyldes nok, at stridsøksefolket var nomader og derfor havde boliger, som let lod sig opstille, nedtage og tage med på de stadige vandringer – og som derfor ikke satte sig dyberegående spor, hvor de var opstillet. Disse folk dyrkede formodentlig kun agerbrug i et beskedent omfang, hvilket såkornsaftryk i keramikken og pollenanalyser viser. Derimod synes det givet, at de havde et betydeligt husdyrhold og formentlig opdrættede heste. Muligvis var fåret nu vigtigere end kvæget, modsat forholdene i den tidligere tragtbægerkultur. Men de var tillige jægere af hjort, rådyr og fugle, hvad grave med velbevaret materiale viser.

## Udbredelse
Enkeltgravskulturen var udbredt til det meste af det kontinentale Nordeuropa fra Rhinen mod vest, til Volga i øst, herunder de meste af det moderne Tyskland, Holland, Danmark, Polen, Litauen, Letland, Estland, Hviderusland, Tjekkiet, Slovakiet, det nordvestlige Rumænien, det nordlige Ukraine og den europæiske del af Rusland, samt kyst-Norge og det sydlige Sverige og Finland.
Den sene Tragtbægerkultur overlappede enkeltgravskulturen vest for Elben og kan have bidraget til den paneuropæiske spredning af enkeltgravskulturen. Selv om enkeltgravskulturens sociale struktur og bosættelsesmønster svarede til tragtbægerkulturens, manglede den tragtbægerkulturens mulighed for kommunikation via hav og floder og udviklet handel.